# Hencovce
Hencovce este o comună slovacă, aflată în districtul Vranov nad Topľou din regiunea Prešov. Localitatea se află la altitudinea de 123 m deasupra n.m., se întinde pe o suprafață de 5,76 km2 și în 2017 număra 1.355 de locuitori.

## Istoric
Localitatea Hencovce este atestată documentar din 1372.

## Demografie
| An:                | 1994 | 2004 | 2014   | 2024   |
| ------------------ | ---- | ---- | ------ | ------ |
| Număr de persoane: | 0    | 1259 | 1341   | 1340   |
| Diferență:         |      | –    | +6,51% | −0,07% |

| An:                | 2023 | 2024   |
| ------------------ | ---- | ------ |
| Număr de persoane: | 1315 | 1340   |
| Diferență:         |      | +1,90% |